# Coit Albertson
Coit Albertson (14. oktober 1880 – 13. December 1953, født E. Coit Albertson) var en amerikansk stumfilmskuespiller.

## Biografi
Albertson blev født i Reading og begyndte sin skuespillerkarriere på Broadway , hvor han blandt andet spillede med i Stubborn Cinderella. Til sidst blev han en førende mand i 1920'erne, og var kendt for roller i film . Han blev en af de mange stumfilmskuespillere som enten ikke ville eller kunne arbejde mere på grund af opdagelsen af tonefilm.
Hans kremerede lig befinder sig stadig i Inglewood Park Cemetery, Inglewood ,Californien.

## Filmografi
- For Freedom (1918)
- The Carter Case (1919)
- Who's Your Brother? (1919)
- Wits vs. Wits (1920)
- The $1,000,000 Reward (1920)
- The Silver Lining (1921)
- Why Girls Leave Home (1921)
- The Evil Dead (1922)
- Sunshine Harbor (1922)
- Face to Face (1922)
- The Woman in Chains (1923)
- The Empty Cradle (1923)
- Restless Wives (1924)
- The Average Woman (1924)
- The Sixth Commandment (1924)
- Lend Me Your Husband (1924)
- Those Who Judge (1924)
- Scandal Street (1925)
- The Mad Dancer (1925)
- A Little Girl in a Big City (1925)
- Ermine and Rhinestones (1925)
- The Substitute Wife (1925)
- Casey of the Coast Guard (1926)
- The Jazz Girl (1926)
- The Return of Boston Blackie (1927)
- Love Me Forever (Ukrediteret, 1935)
- Clive of India (Ukrediteret, 1935)
- Under Two Flags (Ukrediteret, 1936)
- Raining Cucumbers and Savage Marmots (1936)